# 성녕대군
성녕대군 이종(誠寧大君 李褈, 1405년 8월 12일~1418년 3월 20일)은 조선의 왕자이며, 태종의 자녀 가운데 6남이자 적4남으로, 어머니는 원경왕후이고, 이름(성과 휘)은 이종(李褈)이다.
성녕대군은 부모의 막내 자식으로 태어났을 뿐만 아니라, 성품이 공손하고 온순하였기 때문에 태종과 원경왕후가 다른 자녀들보다 각별히 사랑하였다.

## 생애

### 탄생
1405년(태종 5년) 7월 9일, 태종(太宗)과 원경왕후(元敬王后)의 넷째 아들로 태어났다.

### 혼인
1411년(태종 11년) 성녕군(誠寧君)에 책봉되었고, 1414년(태종 14년) 1월, 성녕대군(誠寧大君)으로 진봉되었다. 이해 12월, 성억(成抑)의 딸인 경녕옹주 성씨와 혼인하였다. 1417년(태종 17년), 대광보국의 품계를 받았다.

### 사망
1418년(태종 18년) 1월 26일, 홍역에 걸려 목숨이 위태롭게 되자, 태종은 흥덕사의 승려들과 무당을 모아 기도하게 하고, 승정원에 명하여 점성사들을 불러 성녕대군의 길흉화복을 점치게 하였다. 형인 충녕대군은 직접 약재를 짓고 병구완을 하였으나 발병 10여일만인 2월 4일 사망하였다.
태종은 성녕대군을 잃은 슬픔에 식사를 물렸으며, 형조의 청에 따라 성녕대군의 병세를 점친 맹인과 무녀 중 일부를 벌주라고 명하였다. 뿐만 아니라 성녕대군의 치료를 담당했던 의원 양홍달을 파직하고 원학 등의 직책을 강등하였다.

또한 대군의 죽음을 비통해하며 변계량과 효령대군, 충녕대군을 불러 귀신의 이치에 대해 묻기도 하였다.
성녕대군 이종의 졸기

성녕대군(誠寧大君) 이종(李褈)이 졸(卒)하였다.
종(褈)은 임금의 넷째 아들로서 어렸으나, 총명하며 지혜로웠고,
용모는 단정하고 깨끗하였으며 행동거지는 공손하고 온순하였으므로,
임금(태종)과 정비(靜妃, 원경왕후)가 끔찍이 사랑하여
항상 궁중에 두고 옆에서 떠나지 못하게 하였다.
나이 12세에 총제(摠制) 성억(成抑)의 딸에게 장가들었으나
일찍이 궁위(宮闈)를 나가지 아니하였는데,
이때에 이르러 창진(瘡胗)에 걸려서 바야흐로 병이 심해지니,
신(神)에게 제사지내지 아니함이 없었고, 마음을 다하여 기도하였다.
충녕대군(忠寧大君, 세종)이 의원(醫員) 원학(元鶴)을 거느리고
밤낮으로 항상 종(褈)의 곁에 있으면서 의학 서적을 깊히 연구하며
일찍이 책을 손에서 놓지 않았고 친히 약재를 다려 병을 구료(救療)하니,
양전(兩殿, 태종과 원경왕후)이 그 지성에 감복하였다.
졸(卒)하게 되자 나이 14세였다.
임금이 수라를 들지 않고 심히 애통해 하며 조회와 저자를 3일 동안 정지하였다.
이튿날이 지나서 미명(未明)에 그 영구(靈柩)가 돈화문(敦化門)을 나와서
사제(私第)에서 염빈하였다.

종(褈)은 충성스럽고 효성스러우며 형제간의 우애가 천성(天性)에서 나왔다.
학문에 부지런하고 활을 잘 쏘았으나 다른 기호는 없었다.
 — 《태종실록》 35권,
태종 18년(1418년 명 영락(永樂) 16년) 2월 4일 (을유)
1418년(태종 18년) 3월 13일, 예조의 특별 건의로 변한국 소경공(卞韓國昭頃公)에 추봉되었다.

### 사후
성녕대군은 고양현 북쪽 산리동 진방(震方) 산기슭에 안장하였다. 성녕대군의 묘비문은 변계량이 지었다. 세종의 셋째 아들인 안평대군이 성녕대군에게 입적되어 봉사손이 되었다.
그러나 안평대군이 1453년(단종 1년) 계유정난에 연루되어 강화도로 귀양가고, 그 해 10월 19일 그 일가가 멸문당하면서 안평대군은 성녕대군의 봉사손에서 제외되었다. 뿐만 아니라 안평대군의 양어머니인 성녕대군의 아내 성씨 또한 연좌되어 경주로 유배되었다. 이후 1456년(세조 2년) 7월 7일, 세조의 특명으로 석방되었다.
1459년(세조 4년), 종부시(宗簿寺)에서 대군가가 대(代)가 끊기어 제사봉행을 못하고 있으므로 효령대군의 6남 원천군(原川君) 의(宜)를 양자로 들여 봉사하도록 하였다.
이후에도 종손이 일곱 번이나 끊겼다. 훗날 이러한 사태를 딱하게 여긴 고종이 입직강관이었던 이승보에게 명하여 대군의 후손을 찾게 하고 전지(傳旨)를 내려 제사를 지내도록 하였다. 그러나 입직강관 이승보의 농간으로 인하여 고종의 은전을 받지 못하고 가세가 계속 기울어 고양시 대자동에서 충청도 음성으로 하향까지 하였다. 이후 성녕대군의 사후 양가 후손들이 주경야독하고 후학을 양성하여 대군의 16대손에 이르러 종손가에 여유로운 훈풍이 불면서 종사가 활기를 띄기 시작했다.
효령대군(孝寧大君)의 후손이 성녕대군 가문에 출계되었기 때문에 전주 이씨 효령대군파 종회에서는 성녕대군의 양가 종손을 같은 종손(從孫)으로 예우하고 있다.

## 가족 관계
- 아버지 : 태종(太宗, 1367~1422)
- 어머니 : 원경왕후 민씨(元敬王后 閔氏, 1365~1420)
  - 누나 : 정순공주(貞順公主, 1385~1460)
  - 누나 : 경정공주(慶貞公主, 1387~1455)
  - 누나 : 경안공주(慶安公主, 1393~1415)
  - 형 : 양녕대군(讓寧大君, 1394~1462)
  - 형 : 효령대군(孝寧大君, 1396~1486)
  - 형 : 세종(世宗, 1397~1450)
  - 누나 : 정선공주(貞善公主, 1404~1424)
- 부인 : 삼한국대부인(三韓國大夫人) 창녕 성씨(昌寧 成氏) - 성억(成抑)의 딸
  - 장남(양자) : 안평대군 용(安平大君 瑢) - 세종의 3남
  - 차남(양자) : 원천군 의(原川君 宜) - 효령대군의 6남

## 성녕대군이 등장하는 작품

### 드라마
- 《용의 눈물》(KBS, 1996년~1998년, 배우:허정민)
- 《대왕 세종》(KBS, 2008년, 배우:백승도, 주영민)
- 《조선구마사》 (SBS, 2021년, 배우:문우진)

## 같이 보기
- 태종
- 원경왕후
- 세종
- 양녕대군
- 효령대군